# You’re Still the One
You’re Still the One (englisch für „Du bist noch der Eine“)  ist ein Lied der kanadischen Sängerin Shania Twain von 1997.

## Entstehung und Veröffentlichung
Das Lied wurde von der Interpretin selbst, zusammen mit dem Koautoren Robert Lange, getextet beziehungsweise komponiert. Lange zeichnete zudem auch für die Produktion verantwortlich.
Die Erstveröffentlichung von You’re Still the One erfolgte als Teil von Shania Twains dritten Studioalbum Come On Over am 4. November 1997 bei Mercury Records. Am 27. Januar 1998 erschien es als dritte Singleauskopplung aus dem Album (Katalognummer: Mercury 568 493-2). Diese erschien weltweit in verschiedenen Ausführungen, die sich durch die Anzahl und Auswahl der B-Seiten unterscheiden.

## Inhalt
In dem Lied geht es um das lyrische Ich, das seinem Gegenüber seine bedingungslose Liebe begreifbar macht, indem es äußert, dass es immer noch der Eine sei, zu dem sie renne, den ich fürs Leben wolle, den sie liebe, der Mann von dem ich träume und der, dem sie einen Gute-Nacht-Kuss gebe wolle.
Du bist immer noch derjenige („(You're still the one) You're still the one I run to. The one that I belong to. You're still the one I want for life. (You're still the one) You're still the one that I love. The only one I dream of. You're still the one I kiss goodnight.“).

## Musikvideo
Das dazugehörige Musikvideo wurde vom Regisseur David Hogan an den Stränden im kalifornischen Malibu gedreht. Es zeigt die Interpretin Shania Twain beim nächtlichen Singen am Strand bei Vollmond. Sie trägt ein Seidengewand und hat nasse Haare vom Pazifischen Ozean. Man sieht einen Mann in einer Badewanne und Twain Fernsehen schauen. Gegen Ende des Videos, nachdem der Mann aus der Wanne gestiegen ist, nimmt er sein Handtuch ab und geht zu Twain ins Bett. Das Video verzeichnete bis Juli 2024 auf der Videoplattform YouTube über 276 Millionen Aufrufe.

## Kommerzieller Erfolg

### Chartplatzierungen
| ChartsChartplatzierungen               | Höchstplatzierung | Wochen |
| -------------------------------------- | ----------------- | ------ |
| Deutschland (GfK)                      | 68 (9 Wo.)        | 9      |
| Schweiz (IFPI)                         | 26 (12 Wo.)       | 12     |
| Vereinigte Staaten (Billboard)         | 2 (42 Wo.)        | 42     |
| Vereinigte Staaten (Billboard Country) | 1 (24 Wo.)        | 24     |
| Vereinigtes Königreich (OCC)           | 10 (24 Wo.)       | 24     |

| ChartsJahrescharts (1998)      | Platzierung |
| ------------------------------ | ----------- |
| Vereinigte Staaten (Billboard) | 3           |

### Auszeichnungen für Musikverkäufe
| Land/Region                  | Auszeichnungen für Musikverkäufe (Land/Region, Auszeichnung, Verkäufe) | Verkäufe  |
| ---------------------------- | ---------------------------------------------------------------------- | --------- |
| Australien (ARIA)            | Platin                                                                 | 70.000    |
| Dänemark (IFPI)              | Gold                                                                   | 45.000    |
| Kanada (MC)                  | 4× Platin                                                              | 320.000   |
| Neuseeland (RMNZ)            | 2× Platin                                                              | 60.000    |
| Spanien (Promusicae)         | Gold                                                                   | 30.000    |
| Vereinigte Staaten (RIAA)    | Platin (Physisch) · + 2× Platin (Digital)                              | 3.000.000 |
| Vereinigtes Königreich (BPI) | Platin                                                                 | 839.000   |
| Insgesamt                    | 2× Gold · 11× Platin ·                                                 | 4.364.000 |

Hauptartikel: Shania Twain/Auszeichnungen für Musikverkäufe